# 彭錦威
彭錦威（英語：Billy Pang） MPP，香港出生的加拿大政治人物，2000年移民加拿大，于2018年安大略省大选中当选为安大略省議员。 他是安大略省进步保守党成员，代表万锦—于人村选区。
2014年，彭被选为约克区教育局董事。 